# 波塔爾山

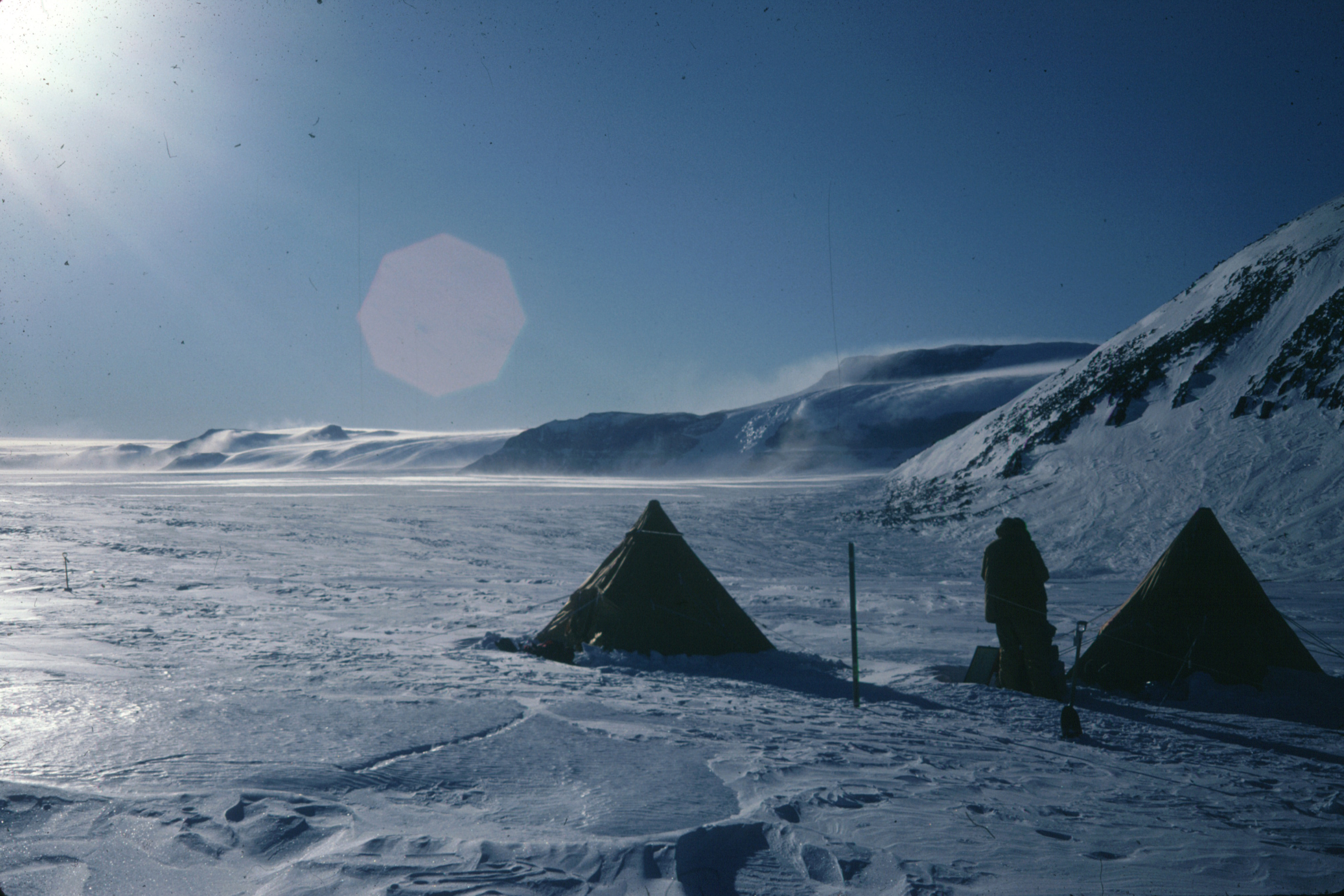

波塔爾山（英語：Portal Mountain）是南極洲的山峰，位於奧次地，屬於沃斯特山脈的一部分，海拔高度2,555米，由新西蘭的探險隊發現，現時由南極條約體系管理。